# Marshall-hjælp til dansk Skibsfart
|  | Denne artikel er oprettet af botten PalnaBot ud fra en ekstern database. Den kan derfor have sproglige fejl eller mangler. Denne skabelon kan fjernes efter kontrol af indholdet. |

Marshall-hjælp til dansk Skibsfart er en film med ukendt instruktør.

## Handling
Reportagefilm om modtagelsen af det første skib, Gerda Toft, som Danmark fik overdraget gennem Marshall-hjælpen. Det ankom til København med en kullast indkøbt i England.